# Газированное вино
Газированное вино (искристое) — это вино с искусственно введенной при повышенном давлении диоксидом углерода для придания вину игристых свойств. Разработано во второй половине XIX века как альтернатива игристым винам, полученным естественным путём в ходе природного брожения.
Искристые вина отличаются от игристых слабым давлением в бутылке (1-2,5 атмосферы) и невысокой крепостью. Содержание спиртов в таких винах достигает 7-12 % об., а сахара 5 %. На этикетке такого вина обязательно должно быть обозначено, что данный напиток является искристым (шипучим) вином.
В старинных книгах встречаются рецепты изготовления «вин» из берёзового сока. В одной из документальных книг писатель Евгений Пермяк описывает изготовление из берёзового сока искристого вина, которое называлось «БерСо». В 1936 г. под Свердловском было организовано опытное производство берёзовых вин.
Приказом Ростехрегулирования от 19.07.2006 N 133-ст утверждён ГОСТ Р 52558-2006 «Вина газированные и вина газированные жемчужные», которому должны соответствовать искристые вина, производимые на территории Российской Федерации.